# Alfred de Clebsattel
Alfred de Clebsattel, né le 6 mai 1807 à Dunkerque (Nord) et mort le 27 janvier 1886 dans la même ville, est un avocat et homme politique français.

## Biographie
Avocat à Dunkerque, conseiller d'arrondissement puis conseiller général du Canton de Dunkerque-Est, Étienne-Gustave-Alfred de Clebsattel se présente avec l'appui du gouvernement présidentiel, le 29 février 1852, dans la 5e circonscription du Nord, et est élu député au Corps législatif avec 16,312 voix (16,511 votants, 25,071 inscrits). Il s'associe à l'établissement de l'Empire, et vote constamment avec la majorité dynastique. M. de Clebsattel est réélu le 22 juin 1857, par 11,259 voix (18,556 votants, 25,064 inscrits), contre Louis Joos conseiller général du Canton de Bergues, 7,258 voix.
Aux élections législatives de 1863, pour avoir refusé de voter, lors de la discussion de l'adresse, l'amendement des 81 en faveur du pouvoir temporel, il s'attire les foudres du clergé flamand qui en chaire appelle à voter pour son adversaire indépendant Charles Plichon. Celui-ci remporte les élections dans la 1re circonscription du Nord (fusion de la 5e circonscription du Nord (Dunkerque) et de la 4e circonscription du Nord (Hazebrouck)).
Après cette défaite, il ne joue plus un rôle politique de premier plan dans la vie politique locale.
Il est membre titulaire résidant de la Société dunkerquoise pour l'encouragement des sciences, des lettres et des arts.
Il décède le 27 janvier 1886 à son domicile au 8, rue Sainte-Barbe de la cité Jean Bart, ses funérailles sont célébrées le 29 janvier suivant en l'église Saint Eloi de Dunkerque et inhumé au cimetière du dît-lieu.

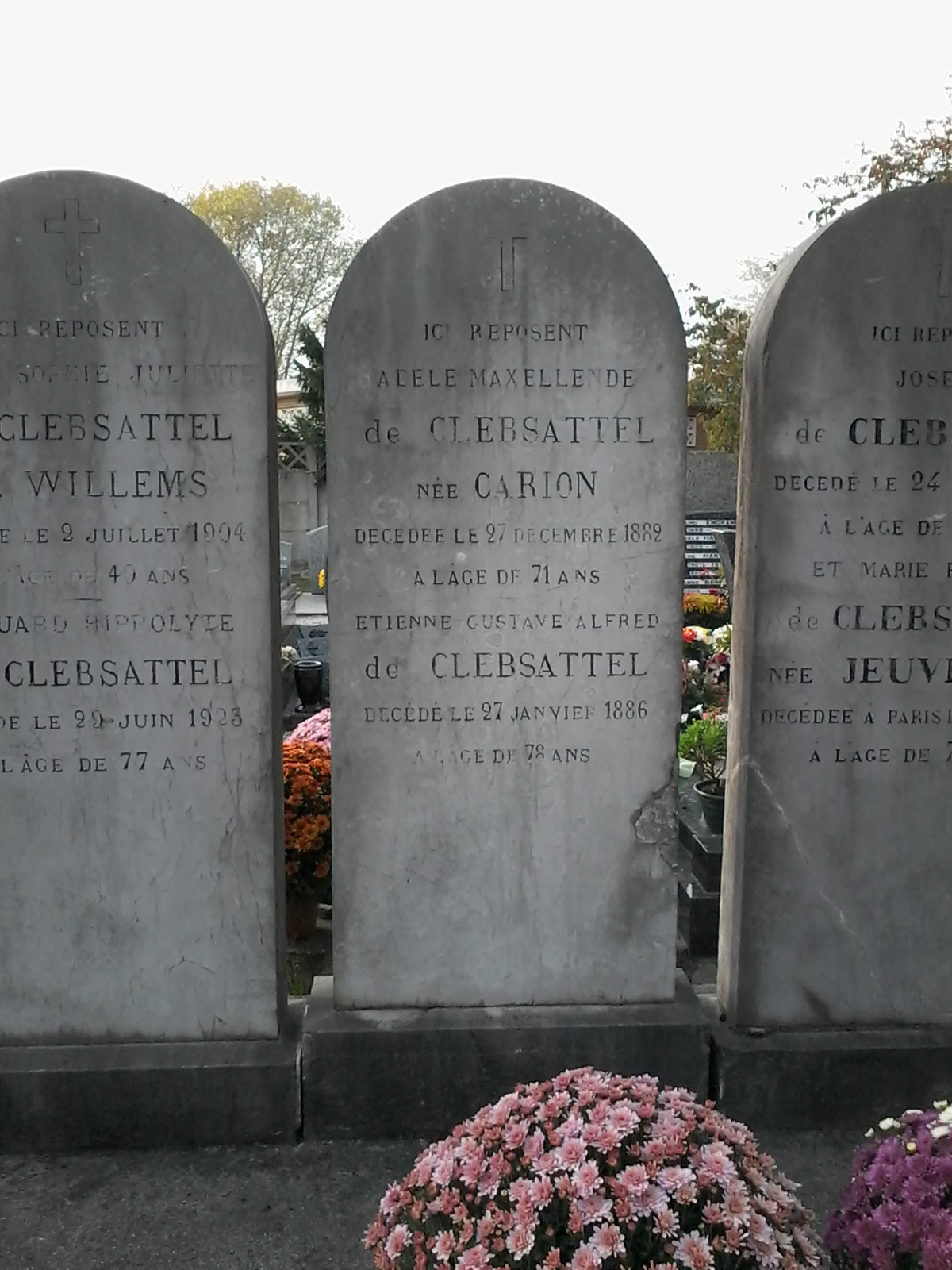
Tombe d'Alfred de Clebsattel au Cimetière de Dunkerque

## Distinctions
- Officier de la Légion d'honneur (par décret du 1er septembre 1867)[8].
  -  Chevalier de la Légion d'honneur (par décret du 14 juin 1856).

## Armes
Famille de Clebsattel
| Blason | Blasonnement : Écartelé : au 1 et 4, d'or à un sapin de sinople posé sur une terrasse de même ; au 2 et 3, de gueules à une tête de bouquetin d'argent. |